# Aleurotrachelus rhamnicola
Aleurotrachelus rhamnicola is een halfvleugelig insect uit de familie witte vliegen (Aleyrodidae), onderfamilie Aleyrodinae.
De wetenschappelijke naam van deze soort is voor het eerst geldig gepubliceerd door Goux in 1940.